# Folke
Folke est un prénom masculin scandinave dérivé du vieux-norrois fólk « peuple ». Il est surtout porté en Suède.
Le prénom Folke est à l'origine du patronyme suédois Folkesson signifiant « Fils de Folke ».

## Personnalités historiques
- Folke le Gros, noble suédois vivant autour de l'an 1100 ;
- Folke Birgersson (tué en 1210), noble suédois, fils de Birger Brosa.

## Autres personnalités portant ce prénom
- Folke Alnevik (1919–), athlète suédois ;
- Folke Bernadotte (1895–1948), diplomate suédois ;
- Folke Bohlin (1903–1972), skipper suédois ;
- Folke Ekström (1906–2000), joueur d'échecs suédois ;
- Folke Fridell (1904–1985), écrivain suédois ;
- Folke Frölén (1908–2002), cavalier suédois ;
- Folke Jansson (1897–1965), athlète suédois ;
- Folke Lind (1913–2001), footballeur suédois ;
- Folke Rogard (1899–1973), président de la Fédération internationale des échecs de 1949 à 1970 ;
- Folke K. Skoog (1908–2001), physiologiste végétaliste suédois ;
- Folke Sundquist (1925–2009), acteur et metteur en scène suédois.

## Patronyme
- Gösta Folke (1913-2008), réalisateur suédois.